# Chiffrement par produit
En cryptographie, un chiffrement par produit est un type populaire de chiffrement de bloc qui exécute à la suite un certain nombre de transformations simples comme des substitutions, des permutations et des opérations d'arithmétique modulaire. Les chiffrements par produit sont une concaténation de plusieurs « tours » avec la même structure. Isolées, les opérations sont faibles du point de vue cryptanalytique, mais le chaînage permet d'accroître la robustesse en améliorant les qualités de confusion et diffusion. Le concept de chiffrement par produit est dû à Claude Shannon, qui présenta cette idée dans Communication Theory of Secrecy Systems.
Un chiffrement par produit qui n'utilise que des substitutions et des permutations est nommé réseau de substitution-permutation. Le réseau de Feistel et ses variantes font partie des chiffrements par produit. 